# Meskwakihaki
De Meskwakihaki (enkelvoud: Meskwaki), in het Engels Fox genaamd, zijn een volk van indianen in Noord-Amerika.
De Meskwakihaki zijn een volk dat oorspronkelijk in het noordoosten van Noord-Amerika leefde. Zij waren nauw verbonden aan de Asakiwaki (Sauk) en ook verbonden aan de Giiwigaabaw, Mascouten en Shawnee. De Meskwaki spreken het gelijknamige Meskwaki, een Algonkische taal. Ze noemen zichzelf de Meskwaki, Mesquakie of Meskwakihug (Meshkwahkihaki, Meskwaaki, Meskwakihuk, Meskwakihugi), wat "rode-aarde mensen" betekende. Fox is een benaming die ze van de Engelsen kregen, vermoedelijk gebaseerd op de naam 'Rénard', die de Fransen hun gaven.

## Locatie
Rond 1600 leefden de 'Fox en Sauk' in het oostelijke deel van Lower-Michigan, tussen Saginaw Bay en Detroit. Zij bleven in het gebied wonen tot 1734, toen beide volken door de Fransen werden verdreven naar Oost Iowa aan de overkant van de Mississippi.

## Cultuur
Hoewel de Asakiwaki en Meskwakihaki dus vaak als één volk werden gezien, hadden ze wel degelijk een verschillende cultuur en aparte chiefs (opperhoofden). De Meskwakihaki werden gezien als een individualistisch volk, met sterke stamidentiteit. Gezien het feit dat ze zeer regelmatig betrokken waren bij de diverse oorlogen in het gebied, kan men ze aanmerken als "oorlogszuchtig". De Fransen ervoeren de Meskwaki als onafhankelijk en dwars tegen alles in.
Wat betreft hun dagelijks leven, leek dat erg op dat van de andere Algonkisch-sprekende volken in het gebied van de Grote Meren. De familielijnen liepen via verschillende totemdieren. De Fox hadden drie verschillende opperhoofden: het dagelijkse, het ceremoniële en het oorlogsopperhoofd. Zij verbouwden voornamelijk squash, tabak, maïs en bonen en daarnaast jaagden zij op klein wild.
Een ander verschil met hun buurvolkeren was dat de Meskwakihaki in de winter in grotere dorpen leefden, daarentegen was de behuizing typerend voor het gebied. Toen de Meskwaki rond 1760 in het bezit van paarden kwamen, begonnen zij ook met het jagen op bizon. Hoewel dit bizonvlees in de winter een belangrijke voedingsbron was, aten de Meskwaki tijdens feesten toch het liefst hond omdat dit een verbinding zou vormen met de bovennatuurlijke wereld.

## Geschiedenis
Wanneer het ook was dat de Fox en Sauk vanuit het oosten migreerden, voordat de Fransen kwamen leefden ze al lange tijd in zuidoost Michigan. Toen deze eenmaal in het gebied aanwezig waren veranderde het gebied, dat lange tijd relatief vreedzaam was geweest, in een gebied verstoord door de bonthandel. In 1615 bereikten de eerste Fransen, de Wendat-dorpen aan het zuidpuntje van Lake Huron. Na hun lange en gevaarlijke reis vanuit Quebec waren nog maar weinigen van hen bereid voorbij dit punt te reizen, dus vanaf dit punt vond het grootste deel van de bonthandel plaats met behulp van deze Wendat en de Odaawaag.
Om zo ver te komen, moesten de Fransen eerst het vertrouwen winnen van de Algonkin-volkeren. Het gevolg daarvan was dat de Fransen problemen kregen met de vijandige Haudenosaunee. Om de krijgsgroepen van de Haudenosaunee te ontlopen waren de Fransen genoodzaakt een omweg naar de Wendat (Wyandot) te maken door de Ottawa-rivier op te varen.
De Engelsen veroverden Quebec echter in 1629 en zo konden de ruilgoederen van de Fransen hun partners niet meer bereiken
In 1712 waren de spanningen tussen de Fransen en de indianen zover opgelopen dat ze leidden tot de Eerste Foxoorlog, die duurde tot 1716, waarna de Fransen door gelieerde stammen trachtten de hinderlijke Meskwakihaki – die intussen weer door hun bondgenoten Mascouten en Kickapoo in de steek gelaten waren – uit te roeien. Dat lukte slechts gedeeltelijk, maar werd voortgezet in de Tweede Foxoorlog (1729–1737). De Meskwakihaki vluchtten richting de bevriende Seneca, maar werden onderweg overvallen door een overmacht. De overlevenden vluchtten naar een Sauk-dorp, waar ze vriendelijk werden ontvangen. De met de Fransen bevriende Sauk (Asakiwaki, volk van de gele aarde) stuurden een clementieverzoek voor de Meskwakihaki naar de Fransen, maar als antwoord werd in 1734 een Franse legerafdeling gestuurd. In de hierop volgende strijd sneuvelde de Franse aanvoerder en wisten de gele- en rode-aardemensen over de  Mississippi te ontkomen en zich aldus in (het latere) Iowa te vestigen. Een nieuwe vernietigingspoging door de Fransen twee jaar later mislukte en de Franse regering beëindigde de Foxoorlogen.
Toen de Fransen de Franse en Indiaanse Oorlog verloren hadden en Noord-Amerika moesten verlaten keerden de slechts 500 overlevende Meskwakihaki samen met hun Sauk-bondgenoten terug over de Mississippi naar Wisconsin.
Tegen het einde van de achttiende eeuw staken ze echter opnieuw de Mississippi over naar Iowa. Maar ook hier vestigden zich steeds meer kolonisten, vooral tussen 1830 en 1850. Botsingen met de Amerikanen leidden tot de Black Hawk-oorlog (1832) en verdragen die de beide stammen uiteindelijk dwongen hun land op te geven voor een reservaat in Kansas, waar ze moesten samenleven met Ottawa, Chippewa en Shawnee.
Hier werden de indianen echter slecht behandeld en bovendien stierven velen door de pokken. Niet alle Meskwakihaki wilden zich aan de Amerikaanse levenswijze aanpassen en rond 1845 ontsnapten enkele groepen uit het reservaat om terug te keren naar de Mississippi. Daar in het oosten van Iowa slaagden ze erin grond aan te kopen. Een kleine groep van zo'n 100 Meskwakihaki bleef bij de Asakiwaki in het reservaat en samen werden ze rond 1865 verplaatst naar een nieuw reservaat in Oklahoma.
Vandaag de dag zijn het volk van de rode en het volk van de gele aarde verdeeld over drie gebieden: Iowa (1300), Kansas en Nebraska (ruim 400) en Oklahoma en aangrenzende reservaatsdelen (bijna 4000, meest Asakiwaki).